# 陳玉篇
陳玉篇（？—？），福建同安人，清朝政治人物。舉人出身。
嘉慶四年，接替王之导。擔任江蘇荆溪縣知縣署。后由靳光斗接任。